# Harald Norrby
Karl Fredrik Harald Norrby, född 18 juli 1928 i Närs socken i Gotlands län, död 8 maj 2020 i Visby, var en svensk bildkonstnär, författare, illustratör och konservator. 
Norrby hörde tillsammans med David Ahlqvist och Erik Olsson till Gotlands mest kända konstnärer.

## Biografi
Norrby var son till målaren Gustav Norrby och Hilda Karlsson. Han studerade vid Académie Libre i Stockholm 1948–1950, för Iván Grünewald 1951–1956 och vid Evert Lundquists konstskola i Stockholm 1960–1961. Norrby var dekoratör vid Åhlén & Holm, AB Herman Meeths och Rydholms i Stockholm 1943–1950. Han har haft separatutställningar i Visby, deltagit i grupputställningar i Norrköping 1958 samt i samlingsutställningar i Stockholm, Visby, Katrineholm, Östersund, Borlänge och Kramfors med flera.
Han har bland annat gjort altartavlan till Lärbro-anstalten och han var konservator i ett flertal kyrkor. År 2002 mottog han Gotlands kommuns kulturpris.
Norrby gifte sig 1964 med Lena Thurgren (född 1944), dotter till fabriksarbetaren Knut Thurgren och Gerda Enström.